# Cîteaux (Commentarii cistercienses)
Cîteaux (Commentarii cistercienses) ist eine internationale Zeitschrift zur Geschichte des Zisterzienserordens. Sie umfasst Beiträge zu Literatur, Kunst, Architektur und Archäologie ebenso wie zu Liturgie, Musik, Recht und grundsätzlich allem, was einen Bezug zum Orden aufweist. Sie erscheint in der Regel zweimal jährlich; Beiträge sind vorwiegend französisch, englisch oder deutsch verfasst. Viele der Artikel gehen auf Tagungen im Rahmen des jährlichen International Medieval Congress in Leeds zurück. Ebenfalls Teil der Zeitschrift sind Buchbesprechungen von für die zisterziensische Geschichte relevanten Arbeiten.
Die Zeitschrift wurde in den späten 1940er Jahren in den Niederlanden gegründet und erschien zuerst als internes Mitteilungsblatt unter dem Titel „Cîteaux in de Nederlanden“. Eine Arbeitsgemeinschaft von Historikern arbeitete an einer Ausweitung dieser Mitteilungen, sodass das Blatt 1951 in eine gedruckte Zeitschrift umgewandelt werden konnte. Seit 1959 erscheint die Zeitschrift unter dem jetzigen Titel Cîteaux – Commentarii cistercienses und ist mehrsprachig geworden. Zusätzlich zur Zeitschrift publiziert Cîteaux zwei Publikationsreihen namens Studia et Documenta und Textes et Documents.
Cîteaux gilt international als ein führendes wissenschaftliches Periodikum der Zisterzienserstudien – aktuelle Chefredakteurin ist Terryl Nancy Kinder, die seit ihrer Promotion in Kunstgeschichte im Jahr 1982 über den Orden von Cîteaux forscht.